# Samhita
Samhita (sanskr., även Sanhita, "förenat" eller "samlat"), den grundläggande texten i respektive Veda, bestående av hymner och rituella texter. 
Uttrycket användes ursprungligen med avseende på den form av recitation som användes under dessa hymner o.dyl. Samhita kompletteras sedan i vedaskrifterna med bland annat Brahmanas och Upanishader.